# 물 좀 주소 (음반)
《물 좀 주소》(물 좀 주소 프로젝트 또는 한대수 트리뷰트)는 여러 음악가가 부른 한대수의 〈물 좀 주소〉 12곡이 수록된 헌정 음반이다. 스트레칭져니의 구성원 최윤성이 기획 했으며 타일 뮤직을 통해 2008년 3월 27일 발매됐다.

## 수록곡
| #   | 제목           | 노래                 | 재생 시간 |
| --- | -------------- | -------------------- | --------- |
| 1.  | 〈물 좀 주소〉 | 아마츄어증폭기       |           |
| 2.  | 〈물 좀 주소〉 | 구남과여라이딩스텔라 |           |
| 3.  | 〈물 좀 주소〉 | 갤럭시 익스프레스    |           |
| 4.  | 〈물 좀 주소〉 | 모베사운드           |           |
| 5.  | 〈물 좀 주소〉 | 마포소년소녀합창단   |           |
| 6.  | 〈물 좀 주소〉 | 불싸조               |           |
| 7.  | 〈물 좀 주소〉 | 아주지               |           |
| 8.  | 〈물 좀 주소〉 | 어어부 프로젝트      |           |
| 9.  | 〈물 좀 주소〉 | 냉면                 |           |
| 10. | 〈물 좀 주소〉 | 판다풀 feat. 계피    |           |
| 11. | 〈물 좀 주소〉 | 스트레칭져니         |           |
| 12. | 〈물 좀 주소〉 | 코코어               |           |